# Primera División 1996-1997 (Argentina)
L'edizione 1996-1997 della Primera División argentina fu la settima ad essere disputata con la formula dei tornei di Apertura e Clausura. Sia l'Apertura 1996 che il Clausura 1997 furono vinti dal River Plate, mentre il Vélez Sársfield si impose nella Recopa Sudamericana.

## Torneo di Apertura
|  | Pos. | Squadra               | Pt | G  | V  | N  | P  | GF | GS | DR  |
|  | ---- | --------------------- | -- | -- | -- | -- | -- | -- | -- | --- |
|  | 1.   | River Plate           | 46 | 19 | 15 | 1  | 3  | 52 | 22 | 30  |
|  | 2.   | Independiente         | 37 | 19 | 11 | 4  | 4  | 34 | 22 | 12  |
|  | 3.   | Lanús                 | 36 | 19 | 10 | 6  | 3  | 23 | 12 | 11  |
|  | 4.   | Racing Avellaneda     | 32 | 19 | 9  | 5  | 5  | 31 | 24 | 7   |
|  | 5.   | Rosario Central       | 31 | 19 | 8  | 7  | 4  | 35 | 28 | 7   |
|  | 6.   | Gimnasia La Plata     | 27 | 19 | 7  | 6  | 6  | 21 | 20 | 1   |
|  | 7.   | San Lorenzo           | 27 | 19 | 8  | 3  | 8  | 24 | 24 | 0   |
|  | 8.   | Colón                 | 26 | 19 | 6  | 8  | 5  | 26 | 24 | 2   |
|  | 9.   | Newell's Old Boys     | 26 | 19 | 7  | 5  | 7  | 24 | 26 | -2  |
|  | 10.  | Boca Juniors          | 25 | 19 | 7  | 4  | 8  | 36 | 33 | 3   |
|  | 11.  | Estudiantes           | 25 | 19 | 7  | 4  | 8  | 27 | 28 | -1  |
|  | 12.  | Gimnasia Jujuy        | 25 | 19 | 6  | 7  | 6  | 18 | 19 | -1  |
|  | 13.  | Vélez Sársfield       | 23 | 19 | 6  | 5  | 8  | 29 | 33 | -4  |
|  | 14.  | Ferro Carril Oeste    | 22 | 19 | 5  | 7  | 7  | 32 | 34 | -2  |
|  | 15.  | Platense              | 21 | 19 | 5  | 6  | 8  | 25 | 30 | -5  |
|  | 16.  | Unión de Santa Fe     | 20 | 19 | 5  | 5  | 9  | 24 | 27 | -3  |
|  | 17.  | Huracán de Corrientes | 19 | 19 | 4  | 7  | 8  | 31 | 40 | -9  |
|  | 18.  | Deportivo Español     | 16 | 19 | 2  | 10 | 7  | 18 | 25 | -7  |
|  | 19.  | Huracán               | 16 | 19 | 3  | 7  | 9  | 21 | 36 | -15 |
|  | 20.  | Banfield              | 13 | 19 | 3  | 4  | 12 | 14 | 38 | -22 |

### Marcatori
| Pos. | Giocatore                  | Squadra            | Gol |
| ---- | -------------------------- | ------------------ | --- |
| 1    | Gustavo Reggi              | Ferro Carril Oeste | 11  |
| 2    | Julio Cruz                 | River Plate        | 10  |
| 3    | Guillermo Barros Schelotto | Gimnasia La Plata  | 9   |
| 3    | Martín Cardetti            | Rosario Central    | 9   |
| 3    | Rubén Da Silva             | Rosario Central    | 9   |
| 3    | Fernando Di Carlo          | Platense           | 9   |

## Torneo di Clausura
|  | Pos. | Squadra               | Pt | G  | V  | N | P  | GF | GS | DR  |
|  | ---- | --------------------- | -- | -- | -- | - | -- | -- | -- | --- |
|  | 1.   | River Plate           | 41 | 19 | 12 | 5 | 2  | 37 | 20 | 17  |
|  | 2.   | Colón                 | 35 | 19 | 9  | 8 | 2  | 36 | 28 | 8   |
|  | 3.   | Newell's Old Boys     | 35 | 19 | 10 | 5 | 4  | 23 | 20 | 3   |
|  | 4.   | Independiente         | 34 | 19 | 9  | 5 | 5  | 38 | 21 | 17  |
|  | 5.   | Vélez Sársfield       | 32 | 19 | 9  | 3 | 7  | 25 | 18 | 7   |
|  | 6.   | San Lorenzo           | 30 | 19 | 9  | 3 | 7  | 32 | 22 | 10  |
|  | 7.   | Racing Avellaneda     | 27 | 19 | 7  | 6 | 6  | 24 | 22 | 2   |
|  | 8.   | Platense              | 26 | 19 | 6  | 8 | 5  | 21 | 22 | -1  |
|  | 9.   | Boca Juniors          | 25 | 19 | 6  | 7 | 6  | 34 | 32 | 2   |
|  | 10.  | Ferro Carril Oeste    | 24 | 19 | 5  | 9 | 5  | 24 | 22 | 2   |
|  | 11.  | Lanús                 | 24 | 19 | 6  | 6 | 7  | 22 | 21 | 1   |
|  | 12.  | Unión de Santa Fe     | 24 | 19 | 6  | 6 | 7  | 31 | 36 | -5  |
|  | 13.  | Gimnasia La Plata     | 23 | 19 | 6  | 5 | 8  | 19 | 25 | -6  |
|  | 14.  | Huracán               | 22 | 19 | 5  | 7 | 7  | 22 | 33 | -11 |
|  | 15.  | Huracán de Corrientes | 21 | 19 | 4  | 9 | 6  | 21 | 28 | -7  |
|  | 16.  | Estudiantes           | 19 | 19 | 5  | 4 | 10 | 22 | 26 | -4  |
|  | 17.  | Deportivo Español     | 19 | 19 | 4  | 7 | 8  | 19 | 25 | -6  |
|  | 18.  | Rosario Central       | 18 | 19 | 4  | 6 | 9  | 24 | 27 | -3  |
|  | 19.  | Banfield              | 16 | 19 | 4  | 4 | 11 | 20 | 32 | -12 |
|  | 20.  | Gimnasia Jujuy        | 14 | 19 | 2  | 8 | 9  | 21 | 35 | -14 |

### Marcatori
| Pos. | Giocatore          | Squadra                 | Gol |
| ---- | ------------------ | ----------------------- | --- |
| 1    | Sergio Martínez    | Boca Juniors            | 15  |
| 2    | José Luis Calderón | Independiente           | 12  |
| 2    | Enzo Francescoli   | River Plate             | 12  |
| 4    | Josemir Lujambio   | Huracán de Corrientes   | 10  |
| 5    | Martín Palermo     | Estudiantes de La Plata | 9   |
| 5    | Bruno Giménez      | Newell's Old Boys       | 9   |

## Retrocessioni
Il Banfield e l'Huracán de Corrientes furono retrocessi in Primera B Nacional.